# BGP
BGP (eng. Border Gateway Protocol) je usmjernički protokol koji služi za komunikaciju između AS-ova (autonomnih sustava). Taj protokol je žila kucavica Interneta. Po prirodi je path vector protokol jer je moguće birati kojim putem će promet ići.